# Хеслов, Грант
Грант Хе́слов (англ. Grant Heslov, род. 15 мая 1963) — американский киноактёр, кинорежиссёр, сценарист и кинопродюсер. Известен по ролям в таких фильмах, как «Правдивая ложь», «Доброй ночи и удачи», «Царь скорпионов» и по нескольким телесериалам, в том числе и «Закон Лос-Анджелеса». Зрителю также знакома его роль из киноленты «Конго», где он сыграл неудачливого помощника Ричарда.

## Биография
Хеслов родился в Лос-Анджелесе, Калифорния, и вырос в районе Палос-Вердес. Его отец, Артур Хеслов, был дантистом, а мать, Джерри (урождённая Розен), бизнесвумен.
У него есть два старших брата, Стивен и Майкл. Хеслов — американец еврейского происхождения.
Он учился в средней школе в Палос-Вердес, затем в Университете Южной Калифорнии. Он является членом Phi Kappa Psi, американского студенческого братства.
Хеслов женат на Лизе Хейланд-Хеслов, продюсере.
Грант Хеслов был номинирован на премию «Оскар» в категории «Лучший фильм» (как продюсер) и «Лучший оригинальный сценарий» (как сценарист, вместе с Джорджем Клуни) за фильм «Доброй ночи и удачи». Также в фильме он исполнил роль Дона Хьюита, директора шоу, вокруг которого и разворачиваются все события. В августе 2006 Клуни и Хеслов основали собственную кинокомпанию — Smoke House.
В настоящее время Грант Хеслов пишет сценарии со своим деловым партнёром и другом Джорджем Клуни. Осенью 2009 года состоялась премьера его режиссёрского дебюта в большом кино — фильма «Безумный спецназ», где главные роли исполнили Юэн Макгрегор, Джордж Клуни, Джефф Бриджес и Кевин Спейси.
В 2013 году Грант Хеслов вместе с Джорджем Клуни и Беном Аффлеком получил «Оскар» в категории «лучший фильм» за политический триллер Операция «Арго».

## Фильмография

### Актёр
- 1987 — «Закон Лос-Анджелеса» — Эндрю Патмен
- 1994 — «Правдивая ложь» — Фазиль
- 1996 — «Конго» — Ричард
- 1996 — «Клетка для пташек» — фотограф таблоида «National Enquirer»
- 1997 — «Пик Данте» — Грег
- 2000 — «C.S.I.: Место преступления Лас-Вегас» — патологоанатом
- 2002 — «Царь скорпионов» — Арпид
- 2005 — «Доброй ночи и удачи» — Дон Хьюит

### Режиссёр
- 2009 — «Безумный спецназ»

### Сценарист
- 2005 — «Доброй ночи и удачи»
- 2011 — «Мартовские иды»
- 2014 — «Охотники за сокровищами»

### Продюсер
- 2003 — «Невыносимая жестокость»
- 2005 — «Доброй ночи и удачи»
- 2009 — «Безумный спецназ»
- 2010 — «Американец»
- 2011 — «Мартовские иды»
- 2012 — «Операция «Арго»»
- 2013 — «Август: Графство Осейдж»
- 2014 — «Охотники за сокровищами»
- 2015 — «Наш бренд – кризис»

## Награды и номинации

### Награды
- Премия «Оскар»
  - 2013 — Лучший фильм — за фильм «Операция «Арго»» (совместно с Джорджем Клуни и Беном Аффлеком)
- BAFTA
  - 2013 — Лучший фильм — за фильм «Операция «Арго»» (совместно с Джорджем Клуни и Беном Аффлеком)
- Венецианский кинофестиваль
  - 2005 — Золотые Озеллы за лучший сценарий — за фильм «Доброй ночи и удачи» (совместно с Джорджем Клуни)

### Номинации
- Премия «Оскар»
  - 2005 — Лучший фильм — за фильм «Доброй ночи и удачи»
  - 2005 — Лучший оригинальный сценарий— за фильм «Доброй ночи и удачи» (совместно с Джорджем Клуни)
- Премия «Золотой глобус»
  - 2005 — Лучший сценарий — за фильм «Доброй ночи и удачи» (совместно с Джорджем Клуни)
- BAFTA
  - 2005 — Лучший фильм — за фильм «Доброй ночи и удачи»
  - 2005 — Лучший оригинальный сценарий — за фильм «Доброй ночи и удачи» (совместно с Джорджем Клуни)